# 11 augusti
11 augusti är den 223:e dagen på året i den gregorianska kalendern (224:e under skottår). Det återstår 142 dagar av året.

## Återkommande bemärkelsedagar

### Nationaldagar
- Tchads nationaldag

## Namnsdagar

### I den svenska almanackan
- Nuvarande – Susanna
- Föregående i bokstavsordning
  - Hermannus – Namnet fanns på dagens datum före 1706, då det utgick till förmån för Susanna.
  - Sanna – Namnet infördes på dagens datum 1986, men utgick 2001.
  - Susanna – Namnet förekom under 1600-talet på 16 juli, men flyttades till dagens datum 1706, till minne av Susanna en romersk martyr, som dog 295, och det har funnits sedan dess.
  - Susanne – Namnet infördes på dagens datum 1986, men utgick 1993.
- Föregående i kronologisk ordning
  - Före 1706 – Hermannus
  - 1706–1900 – Susanna
  - 1901–1985 – Susanna
  - 1986–1992 – Susanna, Susanne och Sanna
  - 1993–2000 – Susanna och Sanna
  - Från 2001 – Susanna
- Källor
  - Brylla, Eva (red.). Namnlängdsboken. Gjøvik: Norstedts ordbok, 2000 ISBN 91-7227-204-X
  - af Klintberg, Bengt. Namnen i almanackan. Gjøvik: Norstedts ordbok, 2001 ISBN 91-7227-292-9

### Finlandssvenska almanackan
- Nuvarande från 2020[1] – Susanne, Susanna, Sanna
- I föregående revideringar[a][2]
  - 1929–1994 – Susanna
  - 1995–1999 – Susanna, Sanna
  - 2000–2019 – Susanna, Susanne, Sanna

## Händelser

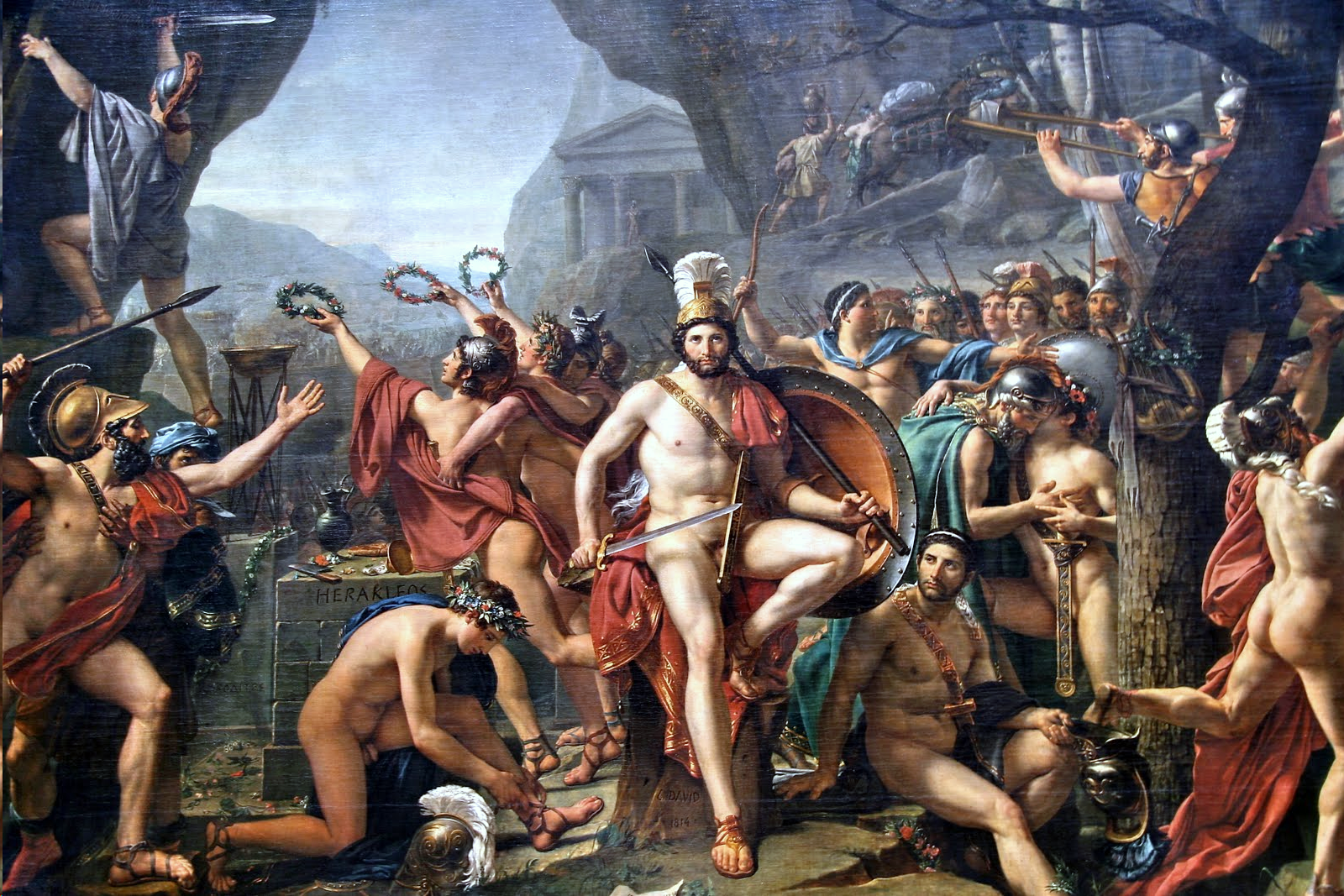
"Leonidas vid Thermopyle" av Jacques-Louis David gjord 1814

- 480 f.Kr. – Slaget vid Thermopyle slutar med seger för perserna under Xerxes I. Hans armé krossar en styrka på 300 spartaner och 700 boiotier under den spartanske kungen Leonidas I:s befäl. I två dagar står grekerna emot persernas anstormning, men därefter skickas dels boiotierna bort, dels förråds spartanerna av Efialtes av Trakis, varpå de slåss till sista man och Leonidas stupar. Efter detta kan perserna invadera Grekland och ockuperar Attikahalvön.
- 1492 – Sedan Innocentius VIII har avlidit den 25 juli väljs Rodrigo Lanzol-Borja y Borja till påve och tar namnet Alexander VI.
- 1919 – Weimarkonstitutionen promulgerad.
- 1920 – Ryssland erkänner Lettland.[3]
- 1926 – Río Muni, Fernando Póo och Annobón går samman under namnet Spanska Guinea.[4]
- 1960 – Tchad förklaras självständigt från Frankrike.[5]
- 1987 – Alan Greenspan tillträder som ordförande för USA:s centralbank.
- 1994 – Det första e-handelsköpet med on-line kryptering till en privatperson genomförs, amerikanske Phil Brandenberger i Philadelphia köper artisten Stings cd-skiva Ten Summoner's Tales genom nättjänsten NetMarket.
- 2000 – En Super Puma havererar då den slagit i bladen i en bergvägg i samband med en räddningsflygning vid Kebnekaise. Samtliga tre ombordvarande omkommer.

## Födda
- 1813 – Johan August Gripenstedt, svensk statsman, godsägare, entreprenör och friherre, finansminister
- 1827 – Edward Salomon, tysk-amerikansk politiker, guvernör i Wisconsin
- 1837 – Marie François Sadi Carnot, fransk statsman, president
- 1846 – James Hoge Tyler, amerikansk demokratisk politiker, guvernör i Virginia
- 1847 – Benjamin Tillman, amerikansk politiker
- 1858 – Christiaan Eijkman, nederländsk hygieniker och militärläkare, mottagare av Nobelpriset i fysiologi eller medicin 1929
- 1868 – Joseph Nicolas, fransk läkare
- 1869 – Earl L. Brewer, amerikansk demokratisk politiker, guvernör i Mississippi
- 1875 – Raymond E. Willis, amerikansk republikansk politiker och publicist, senator
- 1879 – Frieda von Richthofen, tysk friherrinna
- 1882 – Rodolfo Graziani, italiensk general
- 1890 – Samuel W. Reynolds, amerikansk republikansk politiker, senator
- 1892 – Władysław Anders, polsk general och politiker
- 1897 – Enid Blyton, brittisk författare av barn- och ungdomsböcker
- 1902 – Christian de Castries, fransk militär
- 1905 – Kurt Gerstein, tysk SS-officer
- 1908 – Torgny T:son Segerstedt, svensk filosof och sociolog, rektor för Uppsala universitet, ledamot av Svenska Akademien
- 1911 – Erik Hell, svensk skådespelare
- 1921 – Alex Haley, amerikansk författare
- 1922 – Gösta Prüzelius, svensk skådespelare
- 1924 – Arlene Dahl, amerikansk skådespelare
- 1925 – Rune Andréasson, svensk serietecknare
- 1926 – Aaron Klug, brittisk molekylärbiolog, mottagare av Nobelpriset i kemi 1982
- 1931 – Jane Friedmann, svensk skådespelare
- 1937 – Anna Massey, brittisk skådespelare
- 1940
  - Pia Brandelius, svensk journalist, anställd vid Sveriges Radios ekoredaktion 1968–1980 och vid Sveriges Television, studioreporter i Aktuellt
  - Rolf Skoglund, svensk skådespelare
- 1943 – Pervez Musharraf, pakistansk yrkesmilitär och politiker, president
- 1948
  - Kenneth "Kenta" Gustafsson, svensk sångare och missbrukare som blev känd genom Dom kallar oss mods
  - Jan Palach, tjeckisk historiestudent som satte eld på sig själv som en protest mot den sovjetledda invasionen
- 1953 – Hollywood Hogan, även känd som Hulk Hogan, amerikansk fribrottare och skådespelare
- 1955 – Sylvia Hermon, nordirländsk politiker inom Ulster Unionist Party
- 1957 – Lennart Håkansson, svensk dansare och koreograf
- 1963 – Pierre Johnsson, svensk stuntman och skådespelare
- 1966 – Paramitha Rusady, indonesisk skådespelare
- 1968 – Sophie Okonedo, brittisk skådespelare
- 1969 – Johanna Westman, svensk TV-programledare och barnboksförfattare
- 1982 – Antti Lindtman, finländsk socialdemokratisk politiker
- 1983 – Chris Hemsworth, australisk skådespelare
- 1990 – Nicola Zagame, australisk vattenpolospelare

## Avlidna
- 480 f.Kr. – Leonidas I av Sparta, kung av Sparta
- 1204 – Guttorm Sigurdsson, kung av Norge
- 1253 – Klara av Assisi, italienskt helgon, ordensstiftare
- 1456 – János Hunyadi, ungersk fältherre, riksföreståndare
- 1464 – Nicolaus Cusanus, tysk theolog, jurist, filosof och astronom
- 1465 – Kettil Karlsson (Vasa), biskop av Linköping och svensk riksföreståndare
- 1614 – Lavinia Fontana, 61, italiensk målare
- 1778 – Augustus Montague Toplady, 37, brittisk präst och psalmförfattare
- 1798 – Joshua Clayton, 54, amerikansk politiker
- 1875 – William Alexander Graham, 70, amerikansk politiker
- 1890 – John Henry Newman, brittisk kyrkoman och kardinal
- 1919 – Andrew Carnegie, skotskfödd amerikansk affärsman och filantrop
- 1956
  - Jackson Pollock, amerikansk målare
  - Frieda von Richthofen, tysk friherrinna
- 1968 – Eduard Hladisch, österrikisk kompositör, musikarrangör, kapellmästare och musiker (violinist)
- 1969 – Inga Hodell, svensk skådespelare
- 1972 – Max Theiler, sydafrikansk forskare, bakteriolog, mottagare av Nobelpriset i fysiologi eller medicin 1951
- 1982 – Folmar Blangsted, dansk-amerikansk filmregissör, klippare och manusförfattare
- 1983 – Gustav Sandgren, svensk författare
- 1991 – Mads Rydman, svensk kåsör och poet
- 1999 – Mimi Pollak, svensk skådespelare
- 2002 – Thomas Ryberger, svensk regissör och manusförfattare
- 2003 – Herb Brooks, amerikansk ishockeyspelare
- 2008 – Agneta Bolme Börjefors, svensk TV-programledare och producent
- 2009 – Eunice Kennedy Shriver, amerikansk aktivist och grundare av Special Olympics
- 2011
  - Tomas Hägg, svensk professor i klassisk filologi
  - Jani Lane, amerikansk sångare och låtskrivare i hårdrocks-/metalgruppen Warrant
- 2012 – Henning Moritzen, dansk skådespelare
- 2014
  - Vladimir Beara, kroatisk (jugoslavisk) fotbollsspelare och tränare
  - Robin Williams, amerikansk skådespelare och ståuppkomiker
- 2016 – Tore Persson, svensk skådespelare och läkare
- 2018 – V.S. Naipaul, 85, brittisk författare, mottagare av Nobelpriset i litteratur 2001
- 2022 – Hana Mazi Jamnik, 19, slovensk längdskidåkare